# Navabelitski Rajon
Navabelitski Rajon (vitryska: Навабеліцкі Раён) är en kommun i Belarus.   Den ligger i voblasten Homels voblast, i den östra delen av landet, 290 km sydost om huvudstaden Minsk.